# Escut de Sant Jaume dels Domenys
L'escut oficial de Sant Jaume dels Domenys té el següent blasonament:
Escut caironat: de sinople, una petxina d'argent. Per timbre una corona mural de poble.

## Història
Va ser aprovat el 17 d'agost de 1993.
La petxina és el senyal tradicional i és l'atribut de l'apòstol sant Jaume, patró de la localitat.